# Serinus
Serinus – rodzaj ptaków z podrodziny łuskaczy (Carduelinae) w rodzinie łuszczakowatych (Fringillidae).

## Zasięg występowania
Rodzaj obejmuje gatunki występujące w Eurazji i Afryce.

## Morfologia
Długość ciała 10,5–14 cm, masa ciała 9,5–20 g.

## Systematyka

### Etymologia
- Serinus: epitet gatunkowy Fringilla serinus Linnaeus, 1766; fr. serin – kanarek, kulczyk (pochodzenie niejasne; sądzi się, że jest to błędna pisownia z łacińskiego citrinus – kolor cytrynowy lub cerinus woskowo-żółty, ale Cabard i Chauvet w 2003[6] odnoszą się do średniowiecznego prowansalskiego słowa Serena – ptak, który żywi się pszczołami (gr. σειρην seirēn, σειρηνος seirēnos – nieznany mały ptak śpiewający))[7].
- Alario: epitet gatunkowy Fringilla alario Linnaeus, 1758; łac. alarius lub alaris – w locie, od ala – skrzydło[8]. Gatunek typowy: Fringilla alario Linnaeus, 1758.

### Podział systematyczny
Do rodzaju należą następujące gatunki:
- Serinus serinus (Linnaeus, 1766) – kulczyk zwyczajny
- Serinus canaria (Linnaeus, 1758) – kanarek
- Serinus syriacus Bonaparte, 1850 – kulczyk syryjski
- Serinus pusillus (Pallas, 1811) – kulczyk królewski
- Serinus alario (Linnaeus, 1758) – kulczyk rdzawogrzbiety
- Serinus canicollis (Swainson, 1838) – kulczyk siwoszyi
- Serinus flavivertex (Blanford, 1869) – kulczyk złotawy
- Serinus nigriceps Rüppell, 1840 – kulczyk czarnogłowy